# William Van Mildert
William Van Mildert (6 novembre 1765 – 21 février 1836) est le dernier prince-évêque de Durham (1826-1836) et l'un des fondateurs de l'université de Durham. Son nom survit avec le Van Mildert College fondé en 1965 et le Van Mildert Professor of Divinity qui est l'une des plus anciennes chaire de l'université de Durham.

## Biographie
Fils de Cornélius van Mildert, un distillateur de gin et de Martha née Hill, il fait ses études à St Saviour's Grammar School, à Merchant Taylors' School (alors à Londres) et au Queen's College (Oxford). Peu relié au haut-clergé il est nommé Évêque de Llandaff de 1819 à 1826 et remplaçant au Deanery of St Paul's de 1820 à 1826 avant d'être transféré à Durham. Là prieur il est recteur de l'Église de St Mary-le-Bow à Londres et Regius Professor of Divinity à Oxford où il donne des conférences de Bampton en 1814. Il affirme alors l'inerrance biblique, théorie qui tient que la raison est non compétente pour juger de l’inspiration divine dans la Bible. Van Mildert est souvent décrit comme un "bouillant pétrel" en raison de son franc-parler au sujet de ses opinions. Il ne montre que peu d'intérêt aux faibles salaires qu'il percevait de son épiscopat.
Dans le cadre de la fondation de l'université Durham dont il est la cheville ouvrière, il déménage du château de Durham à celui de Lumley. Il donne le château à l'université qui devint l'University College. De plus il donne de nombreux bâtiments du Palace Green situé entre le château et la cathédrale. Ils sont encore utilisés de nos jours par différents départements universitaires (principalement juridique, musique, et une petite part à la bibliothèque).